# Estelle (язык спецификаций)
Estelle — метод формального описания распределённых систем, коммуникационных протоколов, основанный на расширенной конечно-автоматной модели. Разработан и стандартизован ISO (ISO/IEC 9074:1997, в настоящее время стандарт отозван) для описания протоколов модели OSI. Раздельно определяет как общую архитектуру распределённой системы, так и поведение отдельных компонентов. Использует синтаксис стандартного языка Паскаль.

## Описание
Спецификация, составленная из модулей, определяет иерархическую структуру взаимодействующих недетерминированных компонентов, имеющих отношение «родитель-ребёнок», в которой охватывающий модуль называется «родителем» для описанных в его теле модулей. Самый внешний охватывающий модуль называется спецификацией. В ходе выполнения спецификации может быть создано (изначально или динамически) несколько экземпляров модулей. С точки зрения внешних модулей, модуль является чёрным ящиком, взаимодействие с которым осуществляется через несколько точек взаимодействия и разделяемые экспортируемые переменные.
Заголовок модуля внешний коммуникационный интерфейс модуля и определяет последовательный или параллельный порядок выполнения дочерних модулей. Коммуникационный интерфейс модуля определяется точками взаимодействия (interaction points), каждая из которых является концом канала, по которому могут приниматься и передаваться сообщения. У каждой точки есть очередь (FIFO) для принятых сообщений (очередь может быть и общей для нескольких точек).
Тело модуля описывает поведение компонента, используя расширенную модель конечного автомата, и рекурсивно описывает дочерние модули. К каждому переходу расширенного конечного автомата прикреплен набор условий, при выполнении которых автомат меняет состояние и (атомарно) выполняет заданные действия.
Поведение всей системы характеризуется взаимодействием экземпляров выполняемых модулей. Дочерние модули одного родителя выполняются параллельно, а выполнение экземпляров родителя имеет приоритет.

## Инструменты
Готовую спецификацию можно использовать для имитационного моделирования системы, например, с помощью набора инструментов EDT, который позволяет как случайный режим имитации, так и режим, заданный пользователем. Спецификацию можно использовать без изменений как реализацию системы. К сожалению, спецификацию нельзя использовать для автоматической формальной верификации или проверки моделей, что является одним из недостатком данного подхода.
Кроме того, существует JEstelle — реализация формализма Estelle в сильно ограниченном синтаксисе Java (сместо Паскаля), что позволяет использовать инструменты Estelle для статической проверки спецификации.

## Достоинства и недостатки
Хотя применение Estelle ограничено в основном описанием распределённых коммуникационных систем, можно выделить следующие интересные особенности этого подхода:
- возможность отложить принятие решений о конкретном способе реализации, проиграв несколько вариантов на одной базовой спецификации
- возможность выразить недетерминизм
- реализация распределённой системы на основе готовой спецификации

К недостаткам можно отнести:
- нет механизмов, устраняющих ошибки в пользовательских требованиях к системе, хотя спецификация и может прояснить некоторые моменты
- не предоставляет формальных методов проверки